# Aeroportul Oriximiná
Aeroportul Oriximiná (IATA: ORX, ICAO: SNOX) este un aeroport din Pará, Brazilia ce deservește zona Oriximiná. Aeroportul a fost tranzitat în 2022 de 216 pasageri. A fost numit după zona deservită.
Situat la o altitudine de 80 m, aeroportul dispune de 1 pistă.

## Infrastructură

### Piste
Aeroportul dispune de o singură pistă. Pista 17/35 are suprafața de asfalt și dimensiunile 1.600 m × 30 m. 